# World Dwarf Games

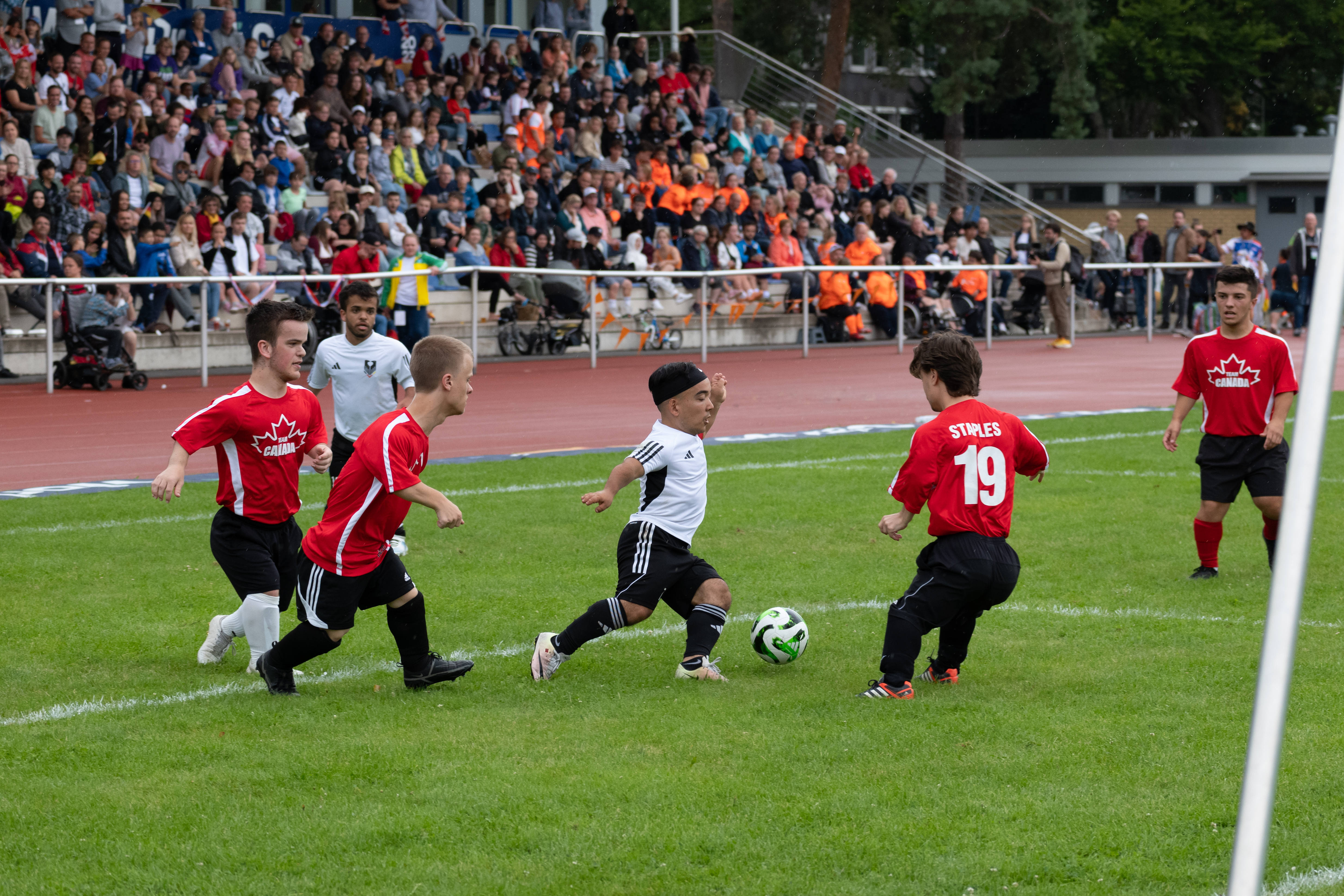
Duitsland - Canada, NetCologne Stadion, Keulen 2023

De Wereldspelen voor kleine mensen (World Dwarf Games - WDG) zijn een multi-sportevenement voor atleten van kleine gestalte. De WDG worden om de vier jaar gehouden sinds 1993 en zijn 's werelds grootste sportevenement exclusief voor atleten met skeletdysplasie. Veel paralympiers met een groeistoornis beginnen hier hun sportcarrière.

## Geschiedenis
In 1986 werd de eerste internationale competitie voor mensen met een kleine gestalte gehouden. In 1993 verenigden 10 zich en lanceerden de eerste World Dwarf Games. Deze werden gehouden in Chicago in de Verenigde staten van Amerika. De verenigingen van deze 10 landen richtten vervolgens gezamenlijk de IDSF (International Dwarf Sport Federation) op, die sindsdien een gastvereniging ondersteunt die de WDG elke vier jaar in zijn land organiseert. De WDG heeft als doel mensen tot 1,50 meter van over de hele wereld te motiveren om aan sport te doen. Mensen met een kleine gestalte kunnen deelnemen aan de Paralympische Spelen, maar alleen aan evenementen in atletiek, zwemmen en gewichtheffen. Tijdens de WDG hebben atleten de mogelijkheid om deel te nemen aan een breder scala aan sporten, waaronder voetbal, basketbal, hockey, volleybal, atletiek, zwemmen, boccia, boogschieten, tafeltennis, badminton en gewichtheffen.
Bij het meest recente evenement in 2023 op de campus van de Duitse Sportuniversiteit en in het Müngersdorf Sportpark in Keulen namen meer dan 500 mensen uit 25 landen deel, meer dan 2000 fans waren aanwezig om dit evenement bij te wonen. Deze editie was oorspronkelijk gepland voor 2021, maar moest worden uitgesteld vanwege de coronapandemie. Het volgende evenement staat gepland voor 2027 in Australië.
De groei van het evenement wordt toegeschreven aan de toegenomen zichtbaarheid van gehandicaptensport na de Paralympische Spelen van 2012. Het evenement bevordert inclusie, erkent vaardigheden boven beperkingen, en heeft atleten zoals Ellie Simmonds, een gouden medaillewinnaar in het zwemmen, geïnspireerd. De Spelen bieden een platform voor aspirant-Paralympiërs.

## Vorige evenementen
| Jaar | Stad                              | Gastheer                                                         | Aantal Landen | Aantal Sporters | Aantal Nederlanders |
| ---- | --------------------------------- | ---------------------------------------------------------------- | ------------- | --------------- | ------------------- |
| 1993 | Chicago, Verenigde Staten         | Dwarf Athletic Association of America (DAAA)                     | 10            | 165             | 0                   |
| 1997 | Peterborough, Verenigd Koninkrijk | Dwarf Athletic Association United Kingdom (DAAA)                 | 6             | 83              | 0                   |
| 2001 | Toronto, Canada                   | Little People of Canada (LPC)                                    | 8             | 250             | 0                   |
| 2005 | Rambouillet, Frankrijk            | France Nano Sports/L' Association des Personnes de Petite Taille | 14            | 136             | 0                   |
| 2009 | Belfast, Verenigd Koninkrijk      | Dwarf Athletic Association Northern Ireland (DAANI)              | 12            | 250             | 1                   |
| 2013 | East Lansing, Verenigde Staten    | Dwarf Athletic Association of America (DAAA)                     | 17            | 395             | 3                   |
| 2017 | Guelph, Canada                    | Canadian WDG Committee                                           | 17            | 450             | 12                  |
| 2023 | Keulen, Duitsland                 | Bundesverband Kleinwüchsige Menschen und ihre Familien (BKMF)    | 25            | 530             | 41                  |
| 2027 | N.t.b., Australië                 | Short Statured People of Australia (SSPA)                        | N.t.b.        | N.t.b.          | N.t.b.              |

## Media

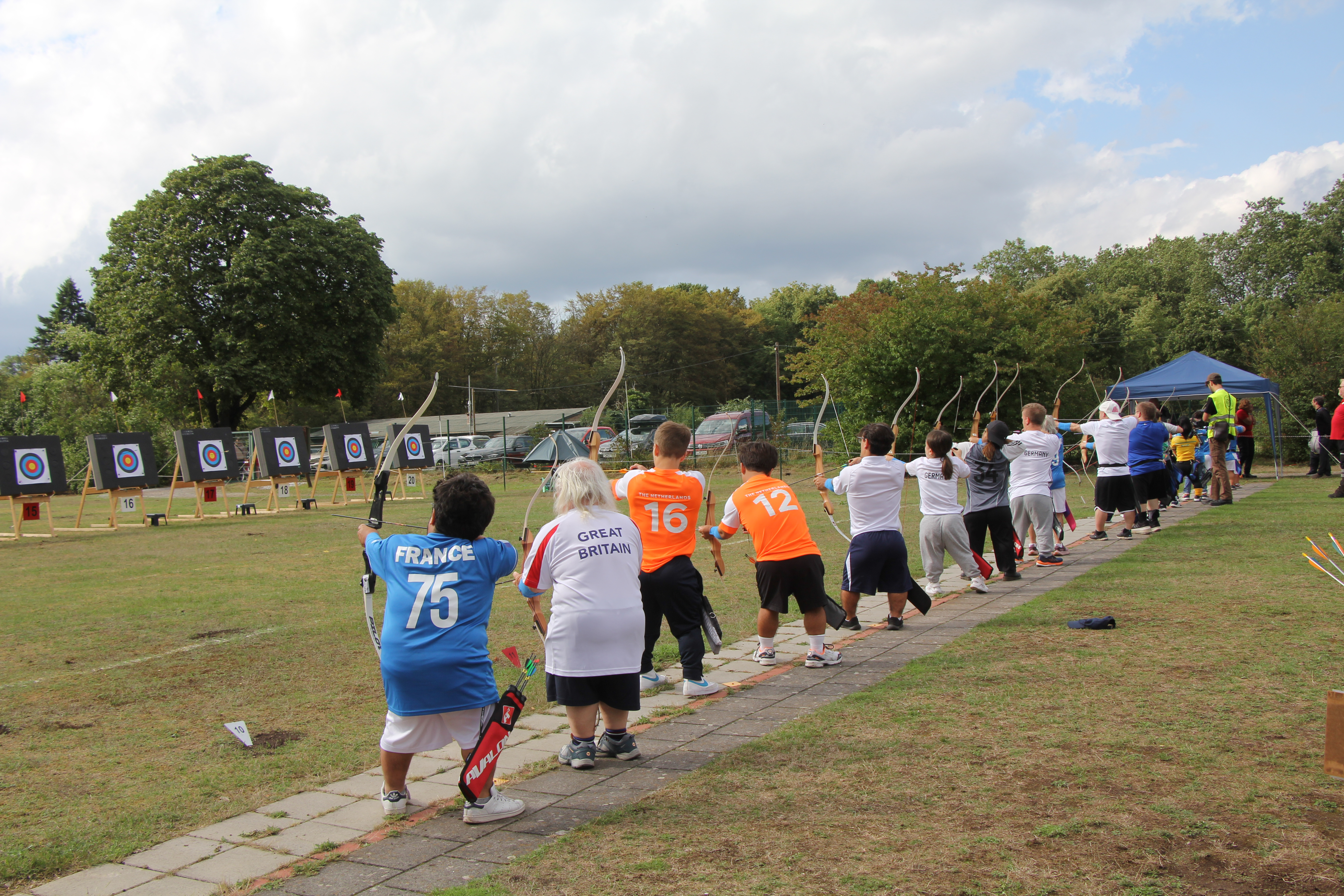
Boogschieten in Keulen (2023)

In Nederland is er traditioneel veel media-aandacht besteed aan de World Dwarf Games (WDG). Diverse mediakanalen, waaronder de NOS, hebben in zowel 2013, 2017 als 2023 uitgebreid verslag gedaan van het evenement. In 2017 publiceerde de NOS een artikel waarin het Wereldkampioenschap voor kleine mensen werd belicht, met speciale aandacht voor de Nederlandse deelnemers. In 2023 berichtte de NOS op regionaal niveau over de deelname van de Nederlandse sporters aan de WDG.
Ook andere Nederlandse media zoals Hart van Nederland en RTL Late Night hebben het evenement uitgebreid belicht. De Telegraaf en het AD bracht in 2023 het nieuws dat de grootste Nederlandse delegatie ooit deelnam aan de World Dwarf Games. In België werden de WDG belicht in de Gazet van Antwerpen en Het Nieuwsblad.
Bovendien hebben Nederlandse atleten die deelnemen aan de WDG hun verhalen gedeeld in populaire talkshows zoals Eva Jinek en De Wereld Draait Door. Het evenement heeft ook internationale aandacht getrokken, met verschillende internationale tv-teams die verslag deden en diverse documentaires die zijn geproduceerd om het onder de aandacht te brengen. Deze brede media-aandacht heeft bijgedragen aan het vergroten van het bewustzijn en de erkenning van de World Dwarf Games in Nederland en daarbuiten, zoals
- National Geographic - Incredible Small World (2014)[11]
- La Lupa Produccions (SPA) - Glance up (2014)[12]

In het Verenigd Koninkrijk heeft de BBC uitgebreid verslag gedaan van verschillende edities van de World Dwarf Games. In Australië heeft de Australian Broadcasting Company vaak uitgebreid verslag gedaan van de WDG. In Canada hebben nieuwsuitzendingen zoals de CDC bericht over lokale atleten. In 2023 stuurde premier Justin Trudeau een boodschap van steun naar de deelnemende atleten uit Canada.

## Galerie

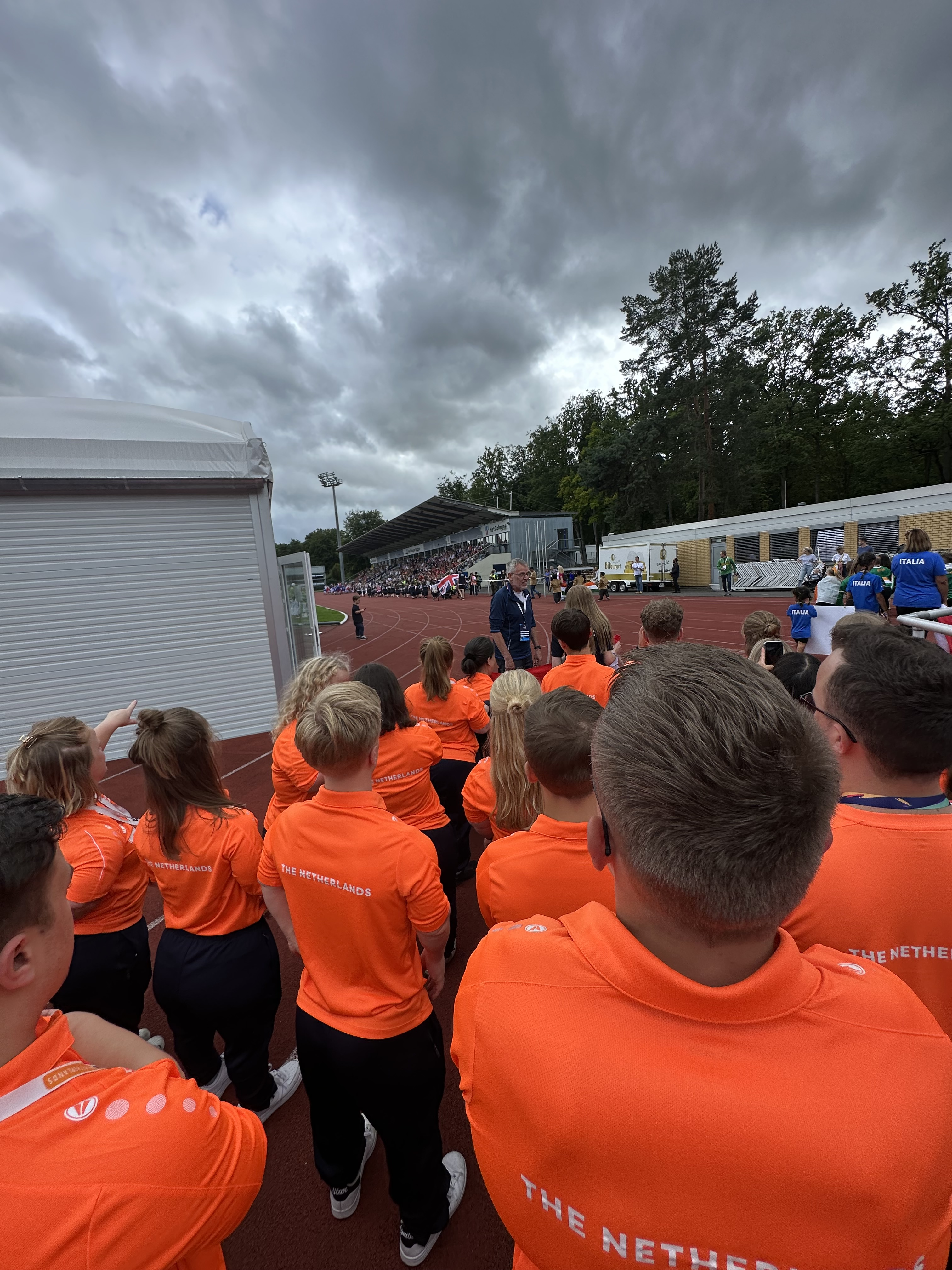
Team NL tijdens de openingsceremonie van de WDG in Keulen (2023)
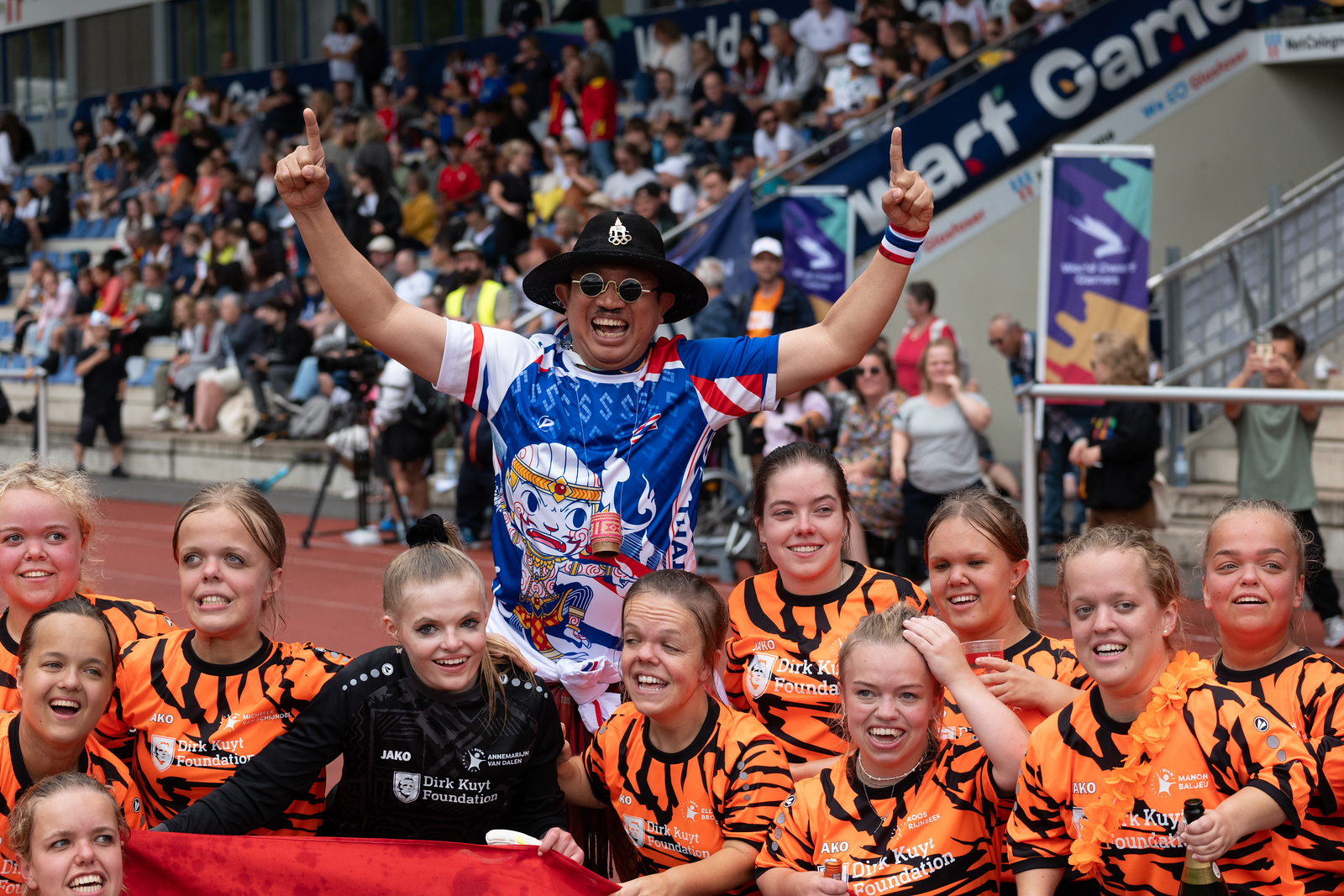
Team NL - Wereldkampioen vrouwenvoetbal 2023
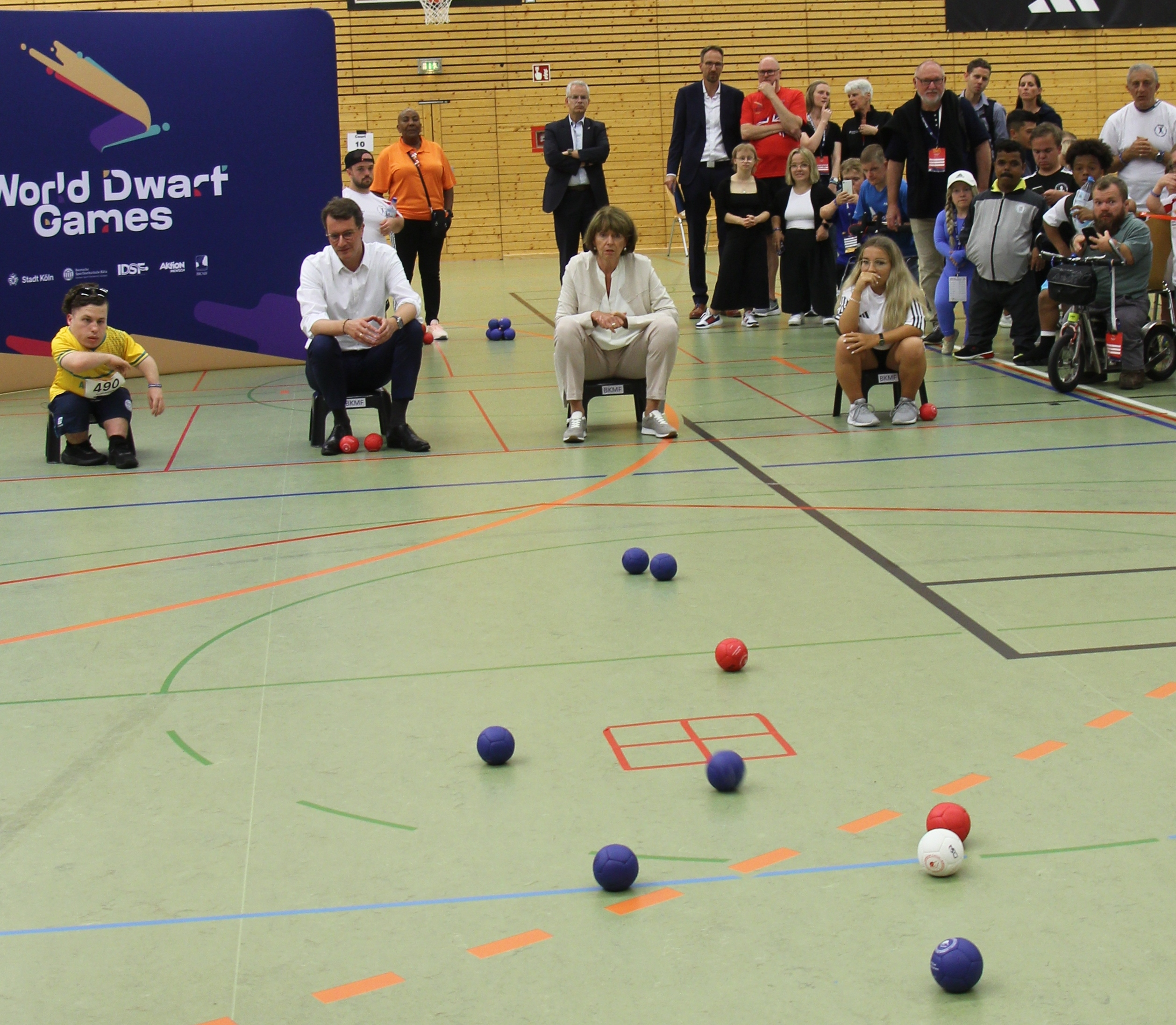
Boccia met participatie van Henriette Reker en Hendrik Wüst (2023)
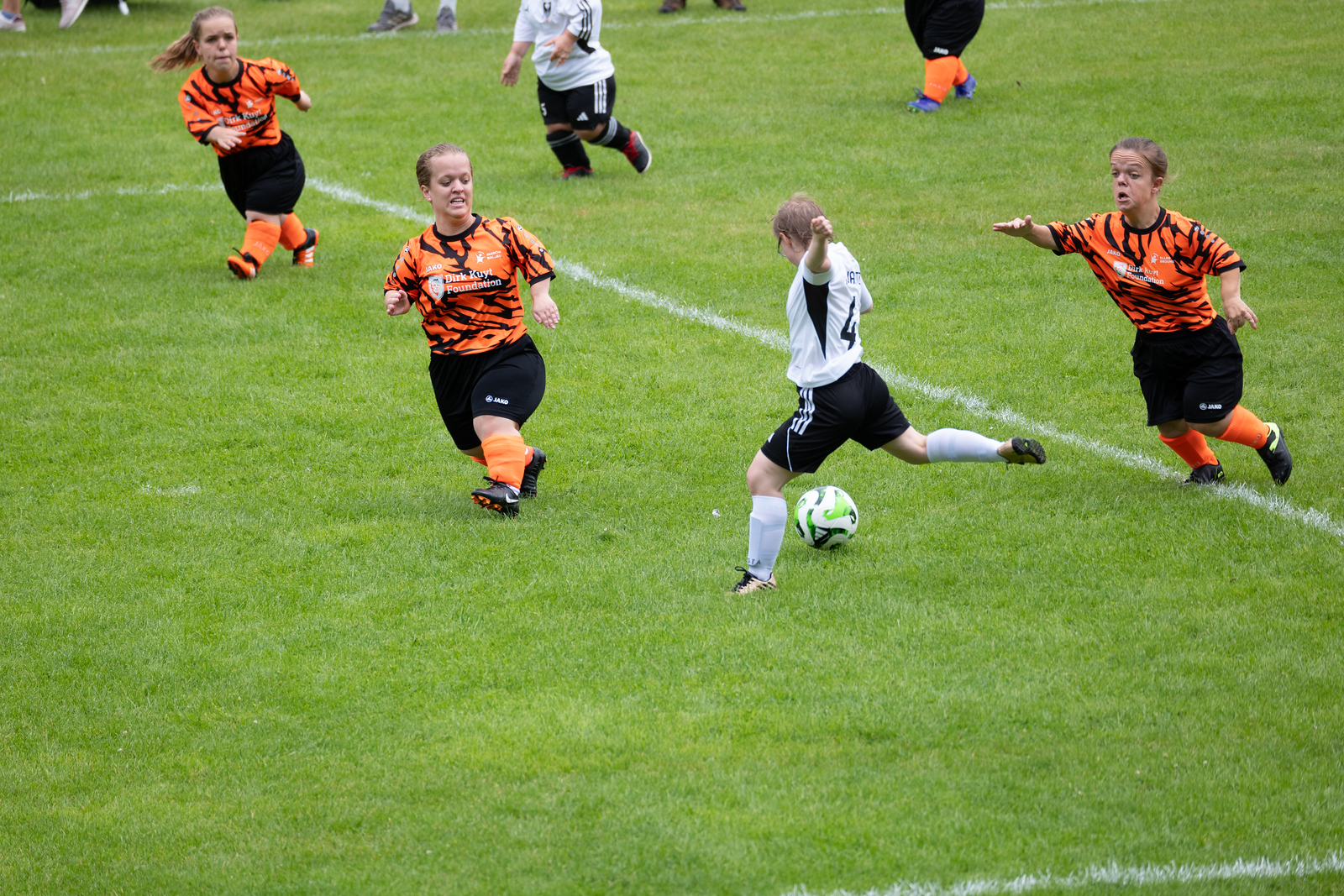
Vrouwenvoetbal in Keulen. Finale Duitsland - Nederland (2023)
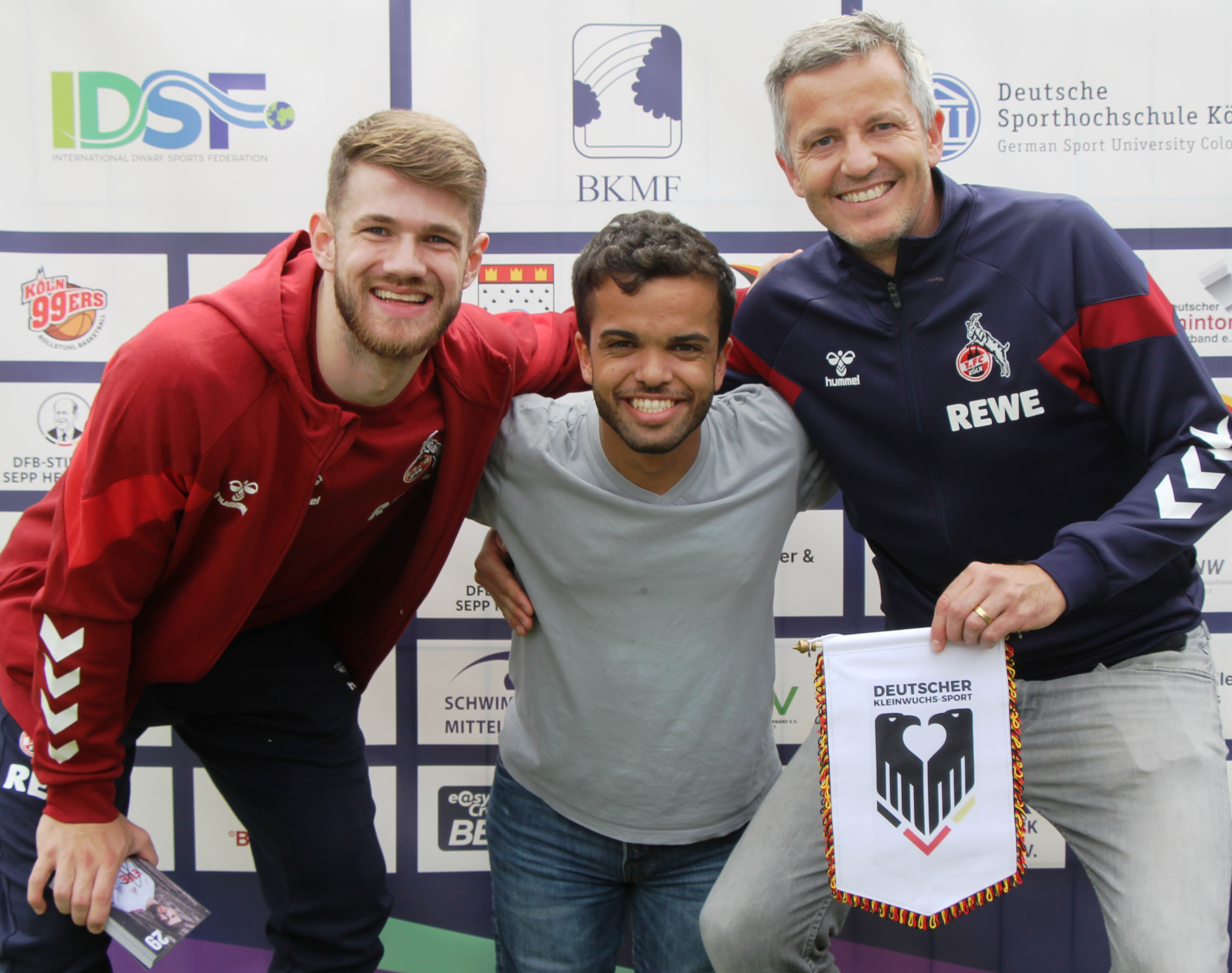
Betrokkenheid van 1. FC Köln (van links naar rechts: Jan Thielmann, Marib Aldoais, Philipp Türoff) (2023)
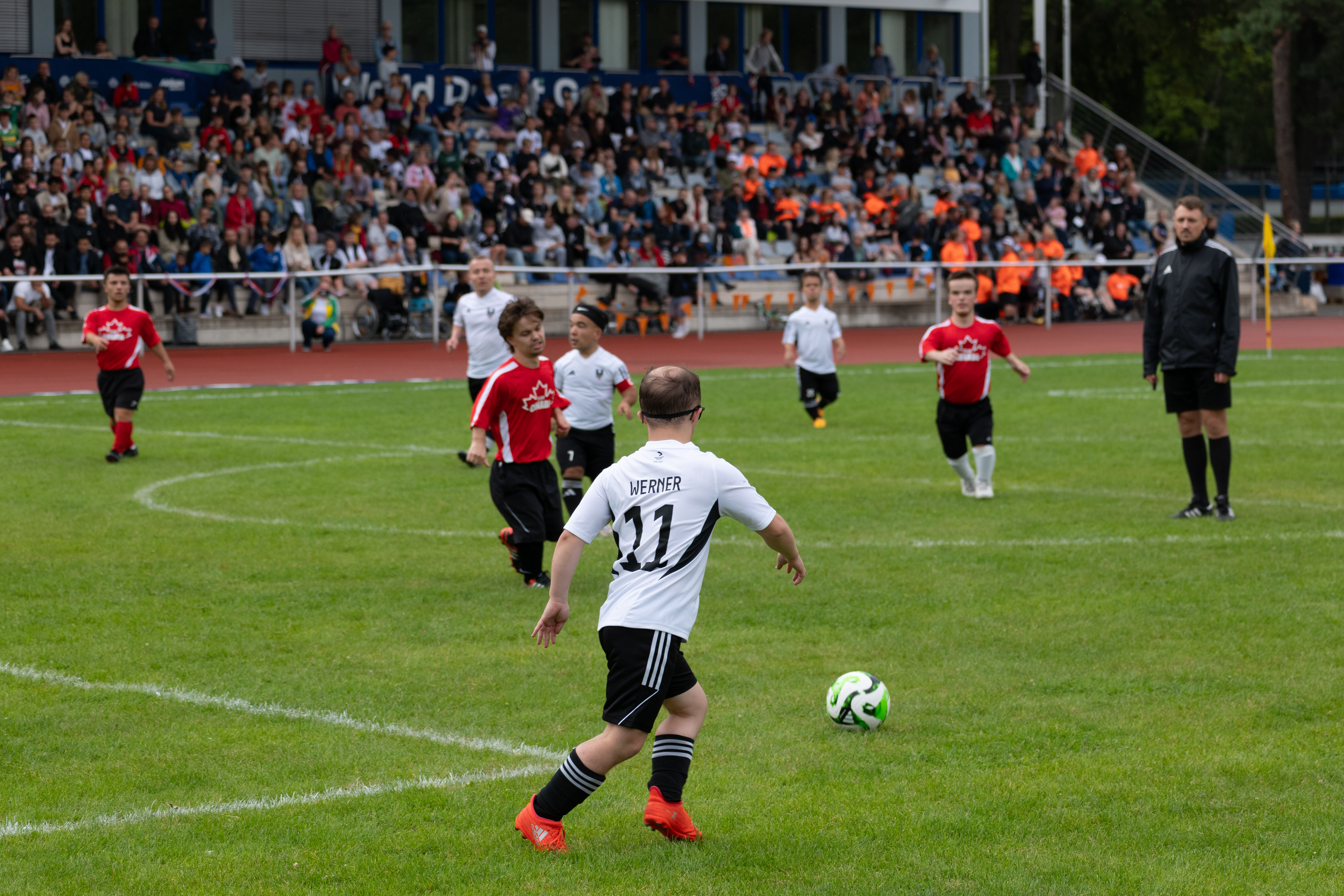
Mannenvoetbal in Keulen. Finale Duitsland - Canada (2023)
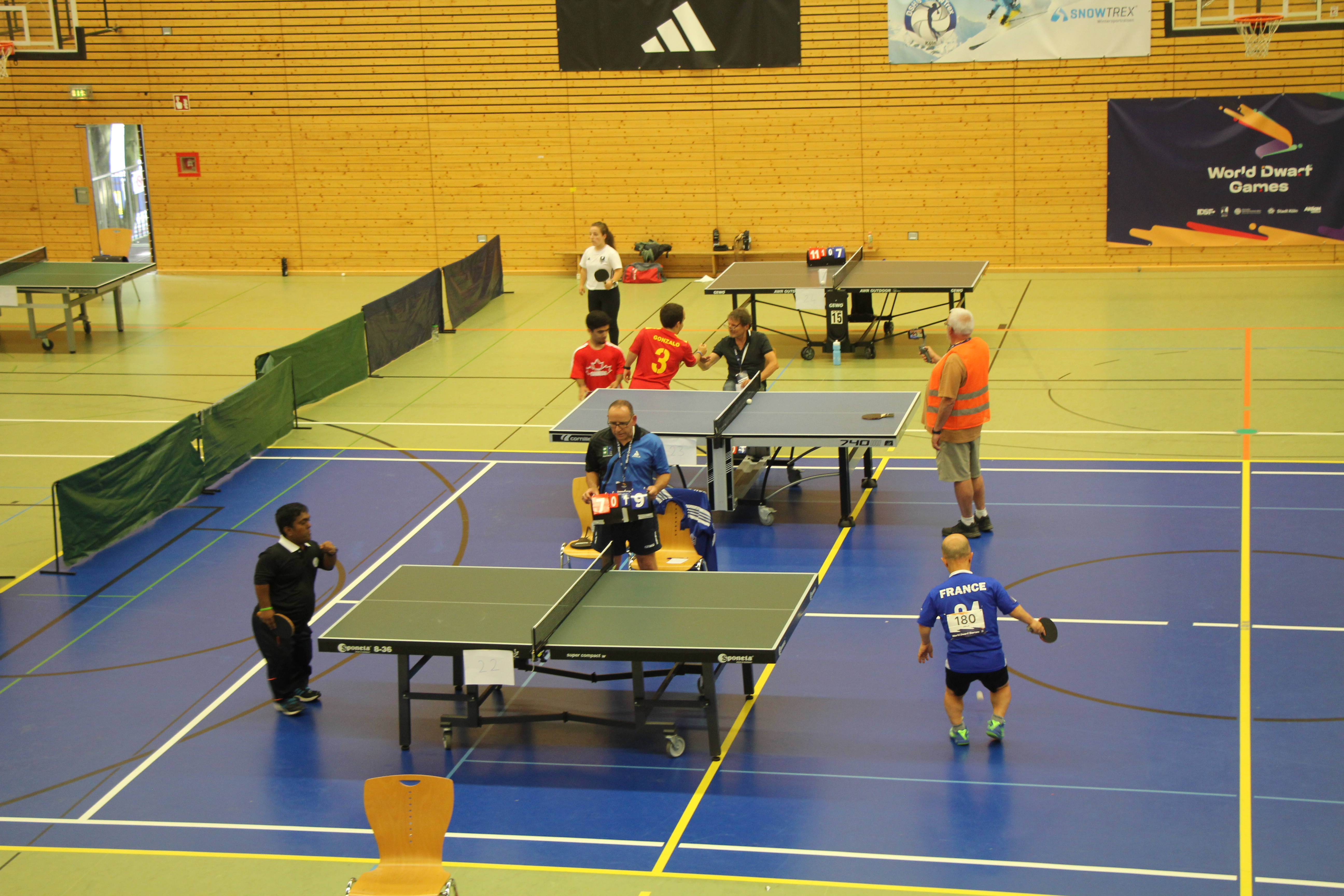
Tafeltennis tijdens de WDG in Keulen. (2023)
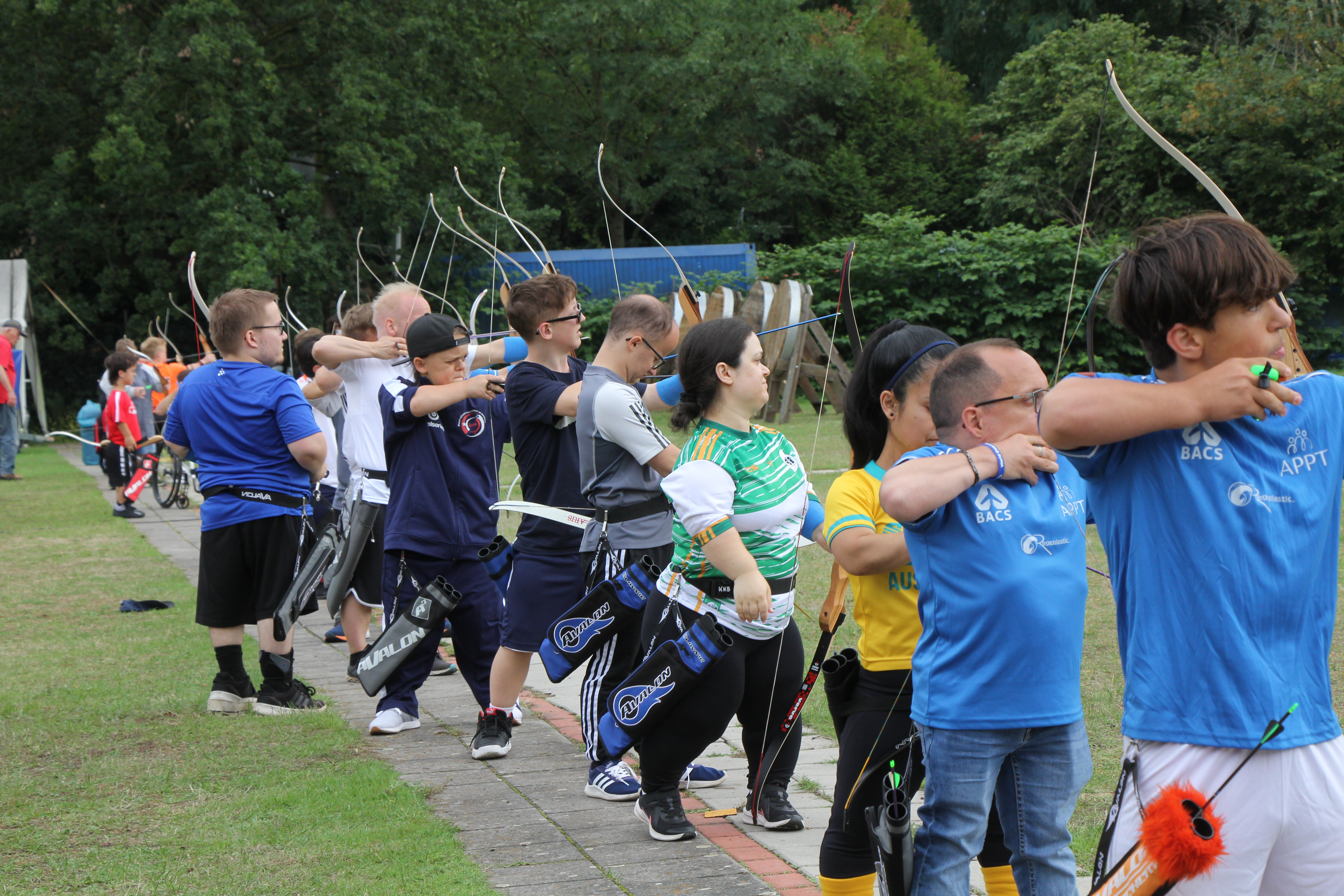
Boogschieten tijdens de WDG in Keulen.
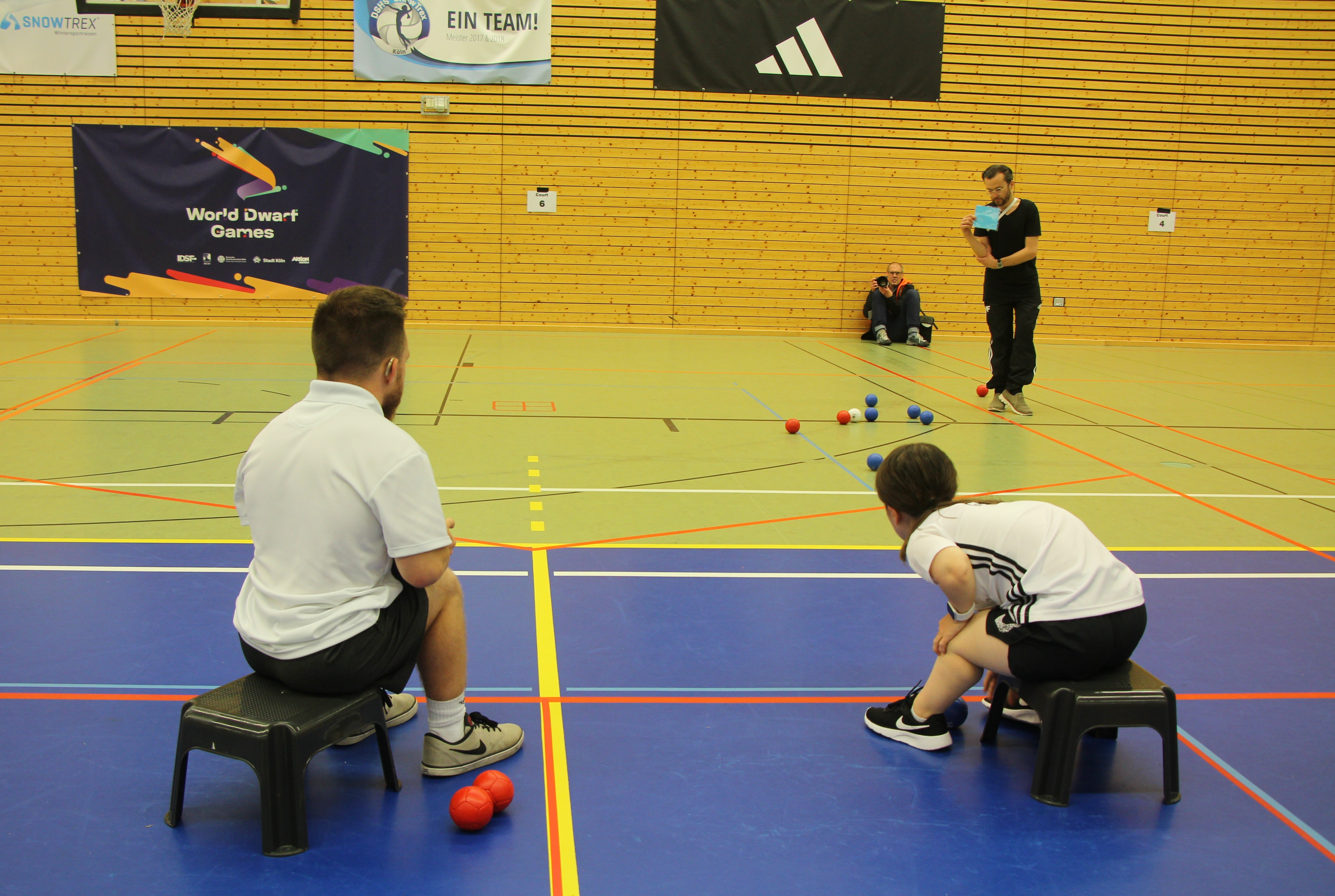
Boccia tijdens de WDG in Keulen. (2023)
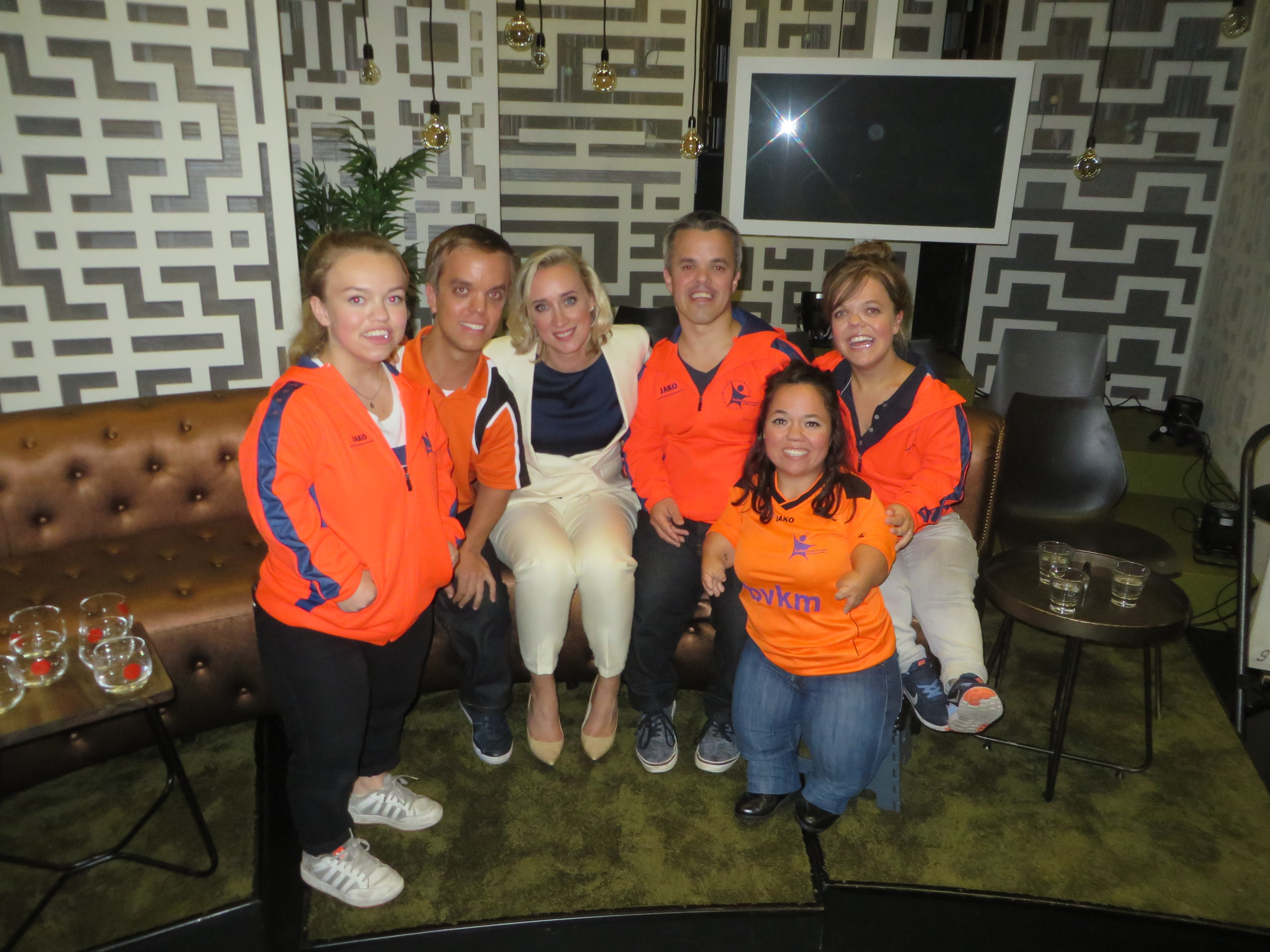
Delegatie van Team Nederland voor de World Dwarf Games in Guelph, Canada, aanwezig als gasten bij Eva Jinek - NPO (2017).